# Bohuslav Hasištejnský z Lobkovic
Bohuslav Hasištejnský z Lobkovic (Hasištejn, 1461 – Hasištejn, 11 novembre 1510) è stato uno scrittore e umanista boemo.

## Biografia
La critica letteraria lo considera il più importante scrittore umanista boemo, ritenendolo inoltre un uomo ricco di doti spirituali ed intellettuali.
Nacque nel castello della sua nobile famiglia dei Lobkowicz ad Hasištejn presso Kadaň.
Il suo percorso di studi si svolse soprattutto in Italia, dapprima storia antica all'Università di Bologna e poi in quella di Ferrara, dove si laureò in giurisprudenza nel 1482.
Durante il suo soggiorno italiano si convertì al cattolicesimo e gli fu assegnato il titolo di prevosto di Praga.
Nel corso della sua carriera letteraria Hasištejnský z Lobkovic si dedicò alla redazione di odi, di elegie, di epigrammi, idilli, caratterizzati da spunti d'ispirazione derivati da autori del mondo classico, quali Orazio e Virgilio, da una scarsa originalità stilistica e formale e da un certo distacco descrittivo dai contenuti.
Alcune opere di gusto satirico, oppure in qualche carme eroico, dimostrarono anche qualche controtendenza da parte di Hasištejnský z Lobkovic, che si rivelò un intellettuale dalla personalità variegata, versatile e mutevole: infatti sia Ad sanctum Venceslaum satira, in qua mores procerum et popularium patriae, in qua mores procerum et popularium patriae suae reprehendit ("Satira dedicata a San Venceslao") e Carmen heroicum ad Imperatorem et Christianos reges de bello Turcis inferendo ("Carme eroico indirizzato all'Imperatore ed ai sovrani cristiani, circa la guerra che deve essere portata ai Turchi"), si contraddistinsero per una maggiore partecipazione e trasporto dello scrittore nei confronti delle tematiche approfondite, siano esse di natura etica, morale, sociale, oppure religiosa.
Anche le opere in prosa di Hasištejnský z Lobkovic evidenziarono, prevalentemente, una passione dell'autore ad occuparsi di argomenti filosofici e filologici legati al mondo classico, ma anch'esse come le liriche, risaltarono per la ricerca di un'elevatezza formale e stilistica.